# ألمينوبروفين
الألمينوبروفن مضاد التهاب لاستيروئيدي NSAID من زمرة حمض الفينيل بروبيونيك.يمتلك خصائص مضادة للالتهاب مختلفة عن مضادات الالتهاب اللاستيروئيدية التقليدية، إذ يمتلك فعالية مضادة للفوسفوليباز A2 (PLA2إضافة إلى فعاليته المضادة للسيكلوأوكسجيناز COX. الفوسفوليباز A2 المستهدف هو غالباً الفوسفوليباز A2 الإفرازي sPLA2 

## كيمياء
الصيغة الكيميائية: a-Methyl-4-[(2-methyl-2-propenyl)amino]benzeneacetic acid

الوزن الجزيئي: 219.28

الاسم التجاري minalfene 

## الزمرة الدوائية
مضاد التهاب لا ستيروئيدي

## الاستطباب والجرعة
الأمراض الالتهابية والرماتزمية
الجرعة للكهول: حتى 900 ملغ في اليوم
فموي

## مضادات الاستطباب
- فرط التحسس للأسبرين/مضادات الالتهاب اللاستيروئيدية
- القصور الكبدي الشديد
- القصور الكلوي الشديد
- تاريخ لقرحة هضمية فعالة أو سابقة

## الاحتياطات الخاصة
- مرضى الإنتانات والاضطرابات النزفية والربو وارتفاع الضغط والقصور الكلوي أو الكبدي أو القلبي.
- الحمل
- الإرضاع
- كبار
- السن

## التأثيرات الجانبية
- دوار
- صداع
- غثيان
- آلام بطنية
- طفح جلدي
- حكة[3]

## تصنيف
1. ↑   Biochemical Pharmacology

Volume 57, Issue 4, 15 February 1999, Pages 433–443 "نسخة مؤرشفة". مؤرشف من الأصل في 2020-03-13. اطلع عليه بتاريخ 2020-05-11.{{استشهاد ويب}}:  صيانة الاستشهاد: BOT: original URL status unknown (link)
2. ↑  chemdata at drugfuture.com نسخة محفوظة 02 نوفمبر 2017 على موقع واي باك مشين.
3. ↑  mims.com نسخة محفوظة 13 مارس 2020 على موقع واي باك مشين.